# Otto Conradt

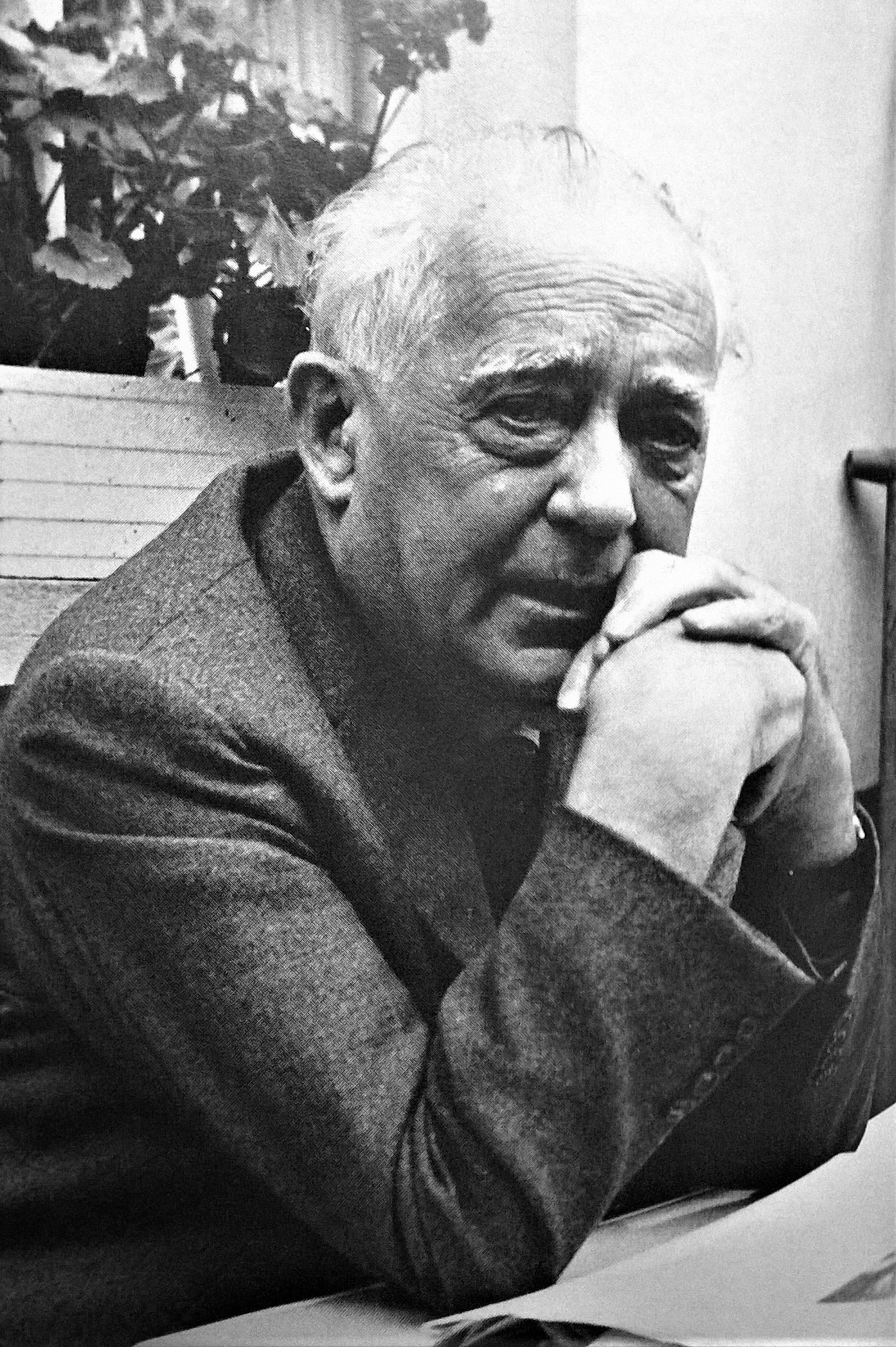
Otto Conradt im Alter von 69 Jahren. Fotografie von 1966

Otto Conradt (* 1. Februar 1897 in Idar; † 11. Oktober 1969 in Idar-Oberstein) war ein deutscher Journalist, Chronist, Schriftsteller und Bibliothekar, der hauptsächlich im mittleren Rheinland-Pfalz tätig war und zum Kreis um die Idar-Obersteiner Maler Max Rupp und Rudolf Wild gehörte.

## Leben
Conradt kam zunächst als Schleifer in die Edelsteinschleiferei des Vaters, dessen Familie seit Jahrhunderten im nahegelegenen Algenrodt das Handwerk der Achatschleiferei ausübte. Anschließend war er Soldat im Ersten Weltkrieg, den er schwer verwundet verließ.
Nachdem er ab etwa 1930 das Abitur nachgeholt hatte, begann er ab Mitte des Jahrzehnts zunächst für regionale, später überregionale Zeitungen wie das Koblenzer Nationalblatt zu schreiben und veröffentlichte 1936 seinen ersten Gedichtband Tor auf!. Ende der 30er Jahre wurde er als Stadtchronist in den Dienst der Verwaltung Idar-Obersteins gestellt und leitete die beiden Bibliotheken der Doppelstadt. Im Zweiten Weltkrieg wurde sein selbst gebautes Haus in der Obersteiner Blücherstraße stark beschädigt und Conradt selbst noch in den letzten Kriegstagen zum Volkssturm eingezogen. 
Ihren Höhepunkt erreichte Conradts eigentliche literarische Schaffensphase in der Nachkriegszeit. Enge Freundschaften verbanden ihn mit den Malern Rudolf Wild und vor allem Max Rupp, mit Edvard Frank und Friedrich Griese stand er in regem Kontakt. Conradt publizierte ab dieser Zeit hauptsächlich in der Mainzer Allgemeinen Zeitung, der Südwestfunk sendete Gedichte und Prosa Conradts. 1949 erschien sein zweiter Gedichtband Erde an des Himmels Munde, ein Jahr darauf entstand sein erstes und einziges dramatisches Werk, das Tanzspiel der Edelsteine. Die folgenden zwanzig Jahre brachten neben vertieften lokaljournalistischen Arbeiten in Kalendern, Fest- und Jahresschriften (so wie die Chefredaktion des Birkenfelder Heimatkalenders) vier eigene heimatgeschichtliche Publikationen in den Jahren 1951, 1957 und 1964 sowie fünf unveröffentlichte Prosawerke, deren genaue Entstehungszeit unbekannt ist.
Conradt war seit 1918 verheiratet und wurde bis 1930 Vater von vier Kindern. Am 11. Oktober 1969 starb Conradt im Alter von 72 Jahren in Idar-Oberstein.

## Werke (Auswahl)
Neben einer Vielzahl an journalistischen Arbeiten erschienen von Conradt als eigene Publikationen:

### Lyrik
- Tor auf!, Sammlung, 1936. DNB 572631944
- Erde an des Himmels Munde, Sammlung, 1949

### Heimatkundliches
- Loderleerig Späß un Spuchte. Anekdoten aus Nahetal, Idarbann und Hunsrück, 1951
- Daß die Kirch' im Dorf bleibt. Bilder aus sechzig Jahren, 1957. DNB 450820815
- Um Schleifstein und Werkbrett. Frohe Heimatgeschichten (Stadtgeschichtliche Schriftenreihe), 1964. DNB 450820831
- Im alten Idar-Oberstein. Aufsätze und Betrachtungen (Stadtgeschichtliche Schriftenreihe), 1964. DNB 450820823

### Drama
- Das Tanzspiel der Edelsteine, 1950

### Prosa (unveröffentlicht)
- Gespräche mit Krimacker. Roman, o. J.
- Schleifer Lennhard. Roman, o. J.
- Hunsrücker Sommer. Novelle, o. J.
- Der Verdächtige. Novelle, o. J.
- Ich fand Pawlik. Novelle, o. J.

## Auszeichnungen (Auswahl)
- Goldene Ehrennadel der Stadt Idar-Oberstein